# Ume älv
Der Fluss Ume älv, amtlich Umeälven entspringt dem See Överuman an der schwedisch-norwegischen Grenze und durchfließt in südöstlicher Richtung die Gemeinden Storuman, Lycksele, Vindeln, Vännäs und Umeå in der Provinz Västerbottens län.
Der Fluss passiert den Norra Storfjället (1768 m ö.h.) westlich und südlich und fließt durch den großen See Storuman und andere Seen. Im Unterlauf mündet von Norden her der fast ebenso lange Vindelälven in den Fluss. Der Ume älv ist zum größten Teil ausgebaut. Er besitzt einen relativ großen Abfluss von 435 m³/s und es gibt in ihm 17 Wasserkraftwerke mit einer Stromproduktion von insgesamt zehn Terawattstunden. Er mündet nach 470 km langem Lauf in die Region Kvarken, dem nördlichen Teil des Bottnischen Meerbusens. Das Delta des Umeälv steht auf der Liste der Ramsar-Konvention.

## Wasserkraftwerke
Flussabwärts gesehen liegen am Ume älv die folgenden Kraftwerke:
| Kraftwerk      | Betreiber  | Leistung (MW) | Erzeugung (Mio. kWh) | Betriebsbeginn |
| -------------- | ---------- | ------------- | -------------------- | -------------- |
| Umluspen       | Vattenfall | 104           | 375                  | 1957           |
| Stensele       | Vattenfall | 54            | 245                  | 1960           |
| Grundfors      | Vattenfall | 108           | 460                  | 1958           |
| Rusfors        | Vattenfall | 41            | 184                  | 1962           |
| Bålforsen      | Uniper     | 88            | 495                  | 1958           |
| Betsele        | Uniper     | 26            | 145                  | 1965           |
| Hällforsen     | Uniper     | 22            | 130                  | 1964           |
| Tuggen         | Vattenfall | 98            | 440                  | 1962           |
| Bjurfors Övre  | Statkraft  | 42            | 194                  | 1961           |
| Bjurfors Nedre | Statkraft  | 78            | 348                  | 1959           |
| Harrsele       | Statkraft  | 223           | 970                  | 1957           |
| Pengfors       | Vattenfall | 61            | 240                  | 1954           |
| Stornorrfors   | Vattenfall | 599           | 2256                 | 1958           |

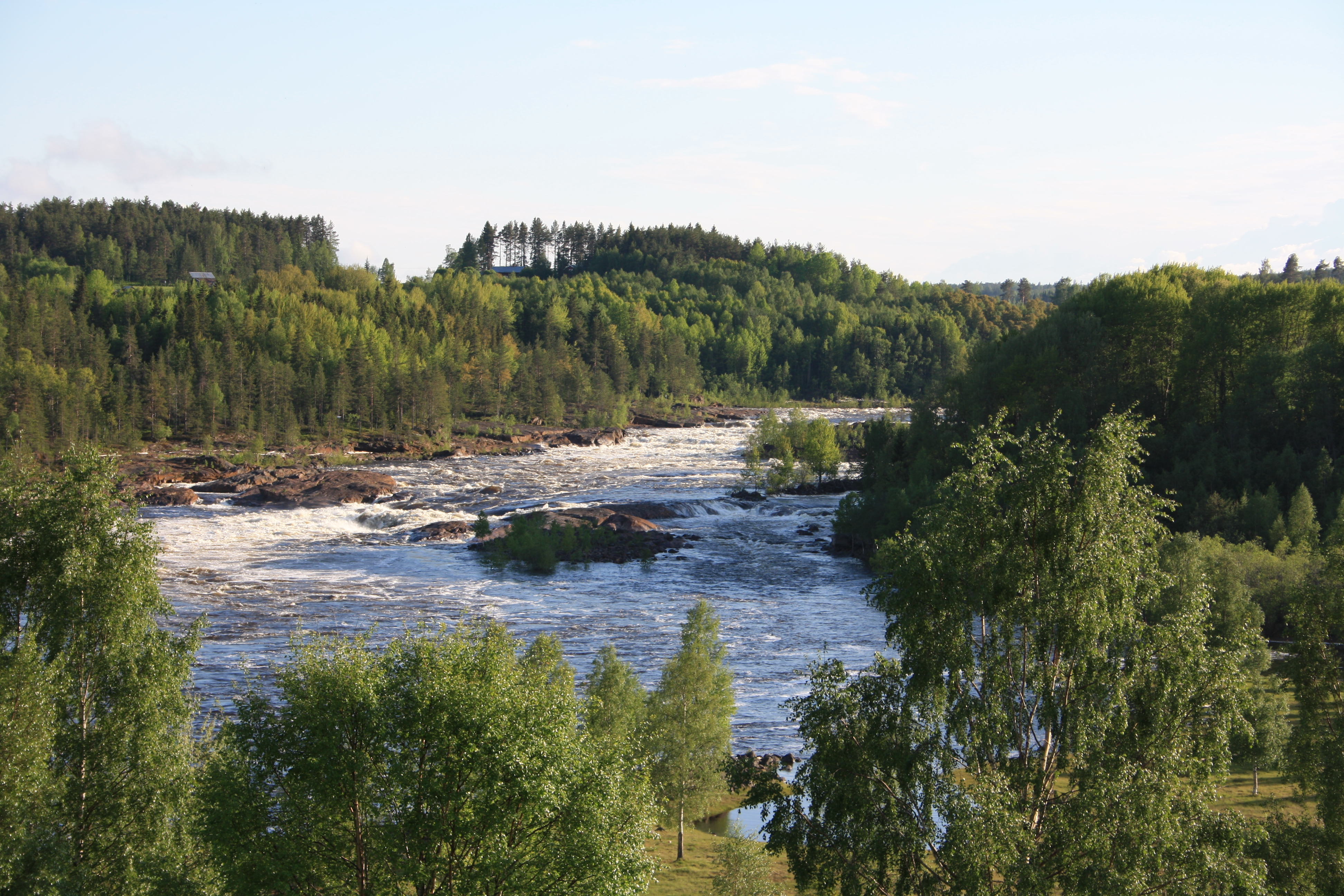
Norrforsen
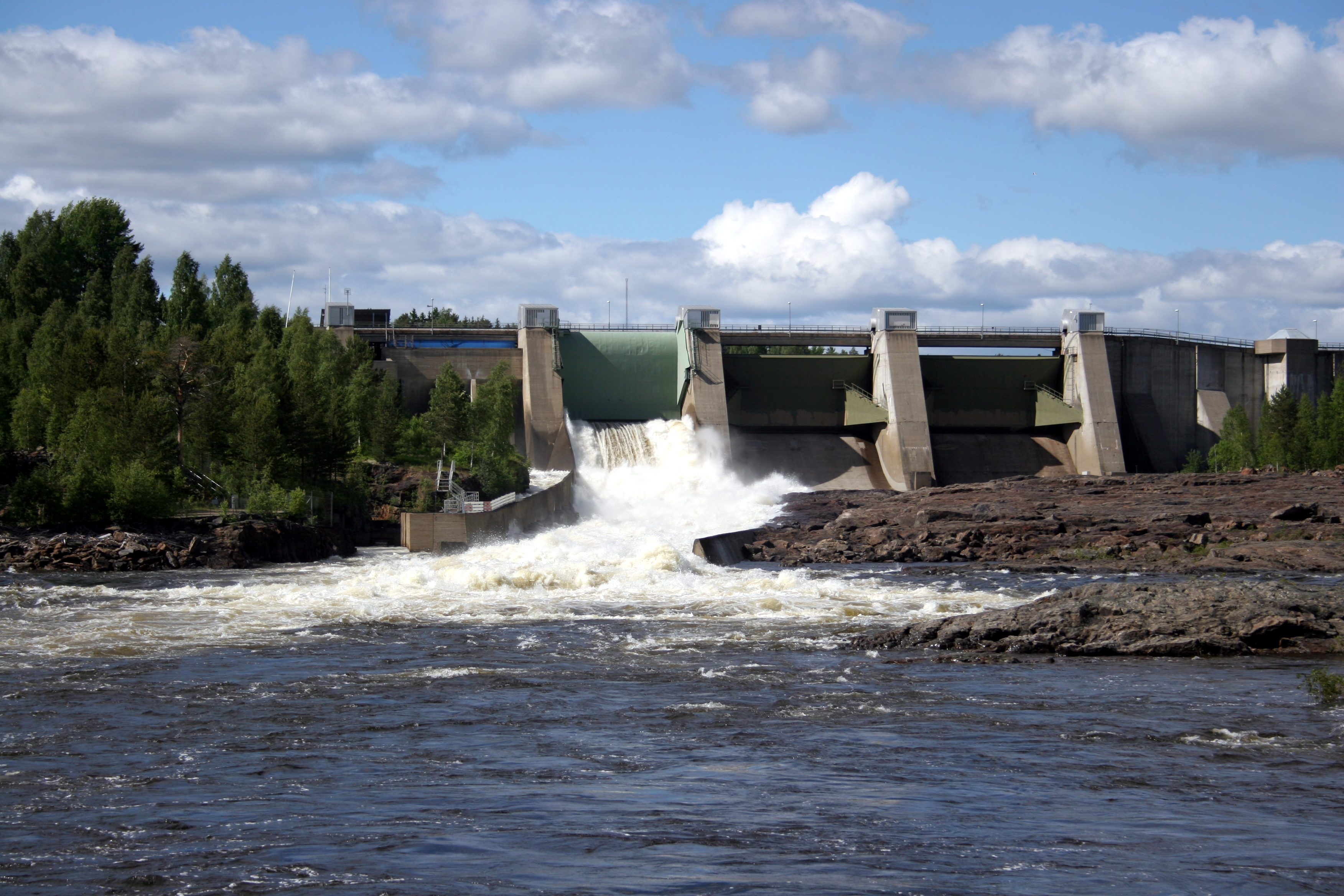
Stornorrforsdamm
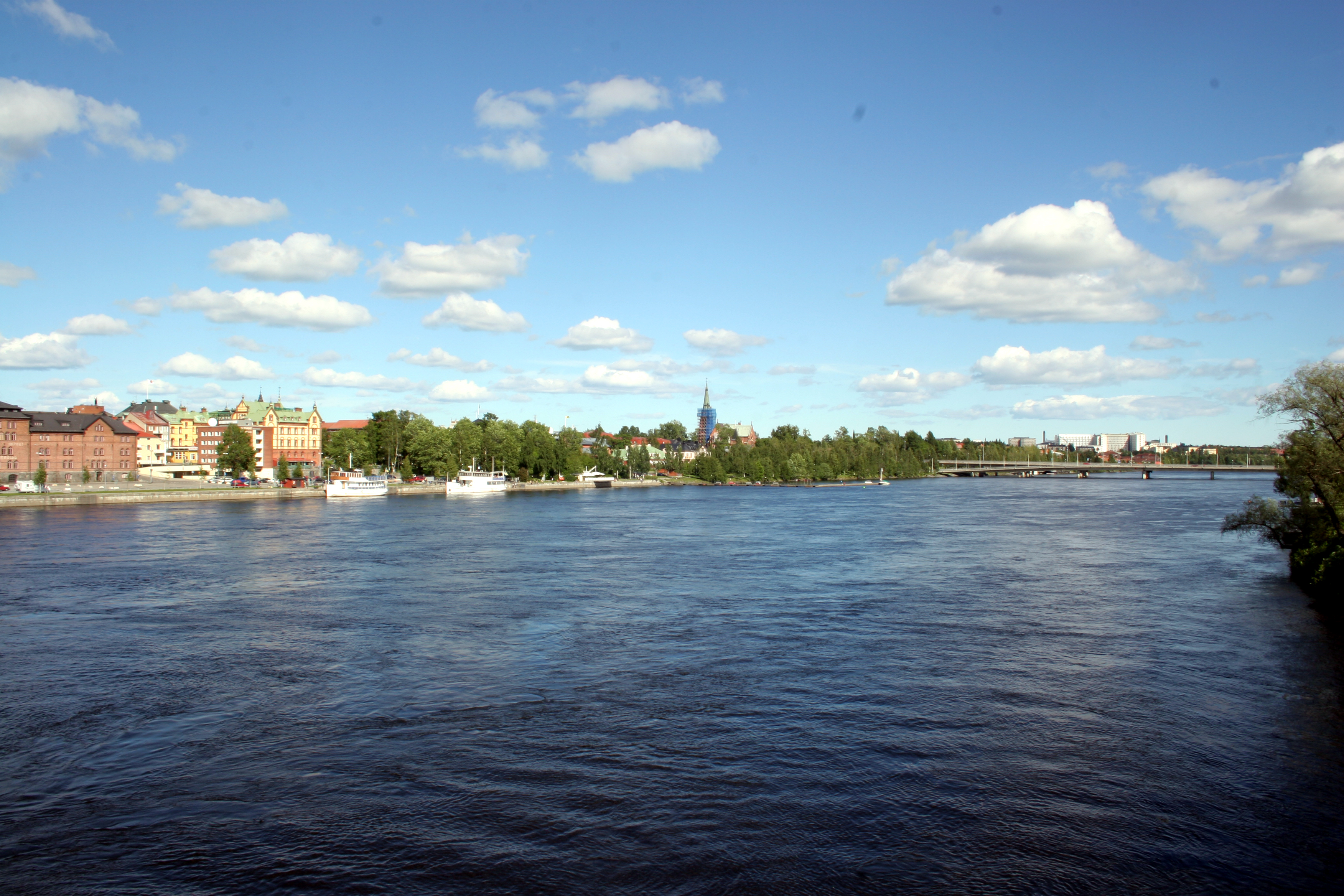
In Umeå